# Afiador de facas

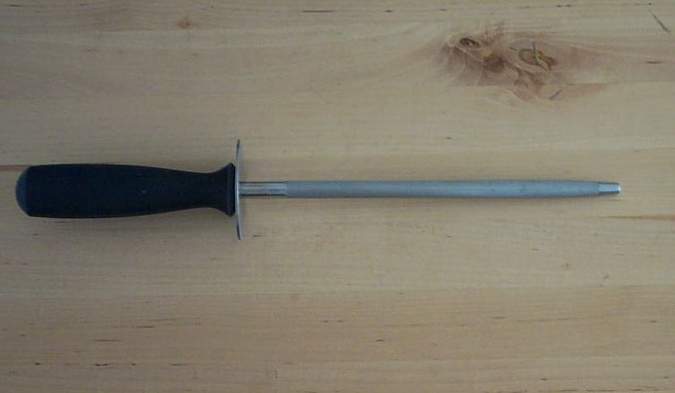
Chaira de aço.

Afiador de facas, também conhecido por chaira ou fuzil, é um utensílio usado para afiar facas, usualmente de forma cilíndrica e com ranhuras na sua superfície ferrosa. Há também pedras usadas com o mesmo objetivo.